# Ceràmica de Kamares

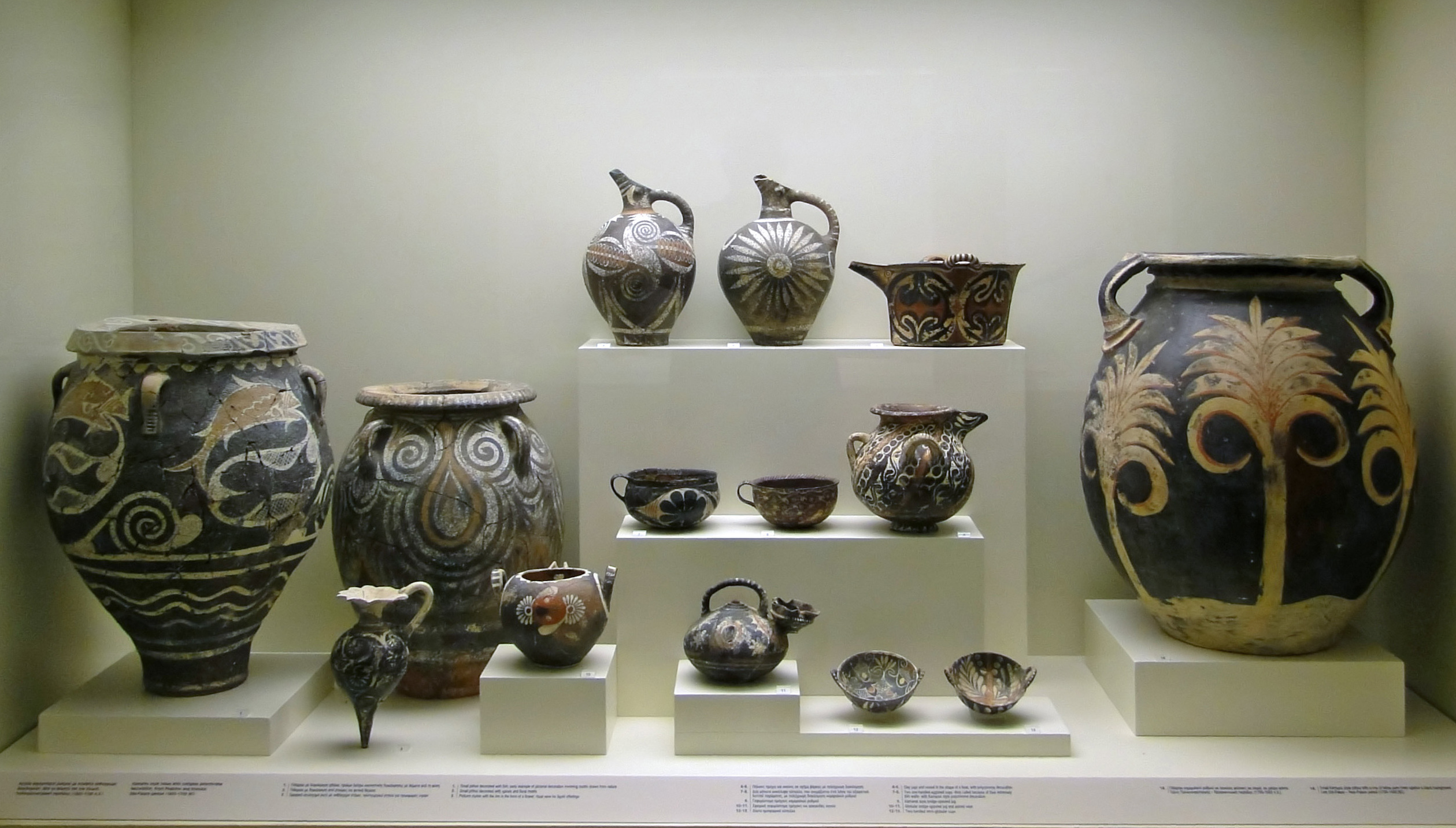
Vas de Kamares al Museu Arqueològic de Càndia, Creta

La ceràmica de Kamares és un tipus distintiu de ceràmica produïda a Creta durant el període minoic, que es remunta a l'època del minoic antic o prepalatí (cap al 2100 aC.). És la primera ceràmica policroma de la civilització minoica, encara que les primeres expressions de decoració proto-Kamares són anteriors a la introducció del torn de terrissaire. Per a la segona etapa del període palatí II, o del minoic recent (cap al 1450), aquesta ceràmica decau pel que fa a la seva distribució i vitalitat. Tradicionalment s'ha interpretat com un objecte de prestigi, possiblement usat com a ceràmica de taula per part de l'elit cretenca.
Els dissenys de Kamares s'executen, típicament, en blanc, vermell i blau sobre un fons negre. Entre els dissenys més típics hi ha els motius florals abstractes. Aquest tipus de ceràmica recorre també a temes geomètrics, vegetals i animalístics, entre ells els de la fauna marina (per exemple, polps).
Els exemples que ens n'han sobreviscut inclouen copes amb cantell, petites gerres arrodonides amb broc i grans gerres d'emmagatzematge (pithoi), en les quals es combinen dibuixos curvilinis abstractes i motius marins i de plantes estilitzats que es pinten en blanc i en tons que van del vermell al taronja, així com de color groc, sobre fons negres. L'estil de Kamares és sovint molt elaborat, amb complexes pautes de ceràmica del gruix d'una closca d'ou. Se n'han trobat conjunts de copes i gerros, i s'ha suggerit que possiblement van usar-se en els ritus religiosos, encara que la ceràmica de Kamares presumiblement també va adornar les taules del primer període palatí.
La primera ceràmica de Kamares que es va trobar en un jaciment no va tenir lloc, no obstant això, a Creta, sinó en una excavació a al-Lahun, a Egipte, i va ser descoberta per l'egiptòleg anglès Flinders Petrie. Actualment es conserva al Museu Britànic. Es van trobar restes d'aquest tipus de ceràmica a Hassor, a la zona C de la ciutat inferior. Però el nom de ceràmica de Kamares, en canvi, procedeix de la ceràmica que es va trobar en la cova santuari de Kamares al mont Ida el 1890.

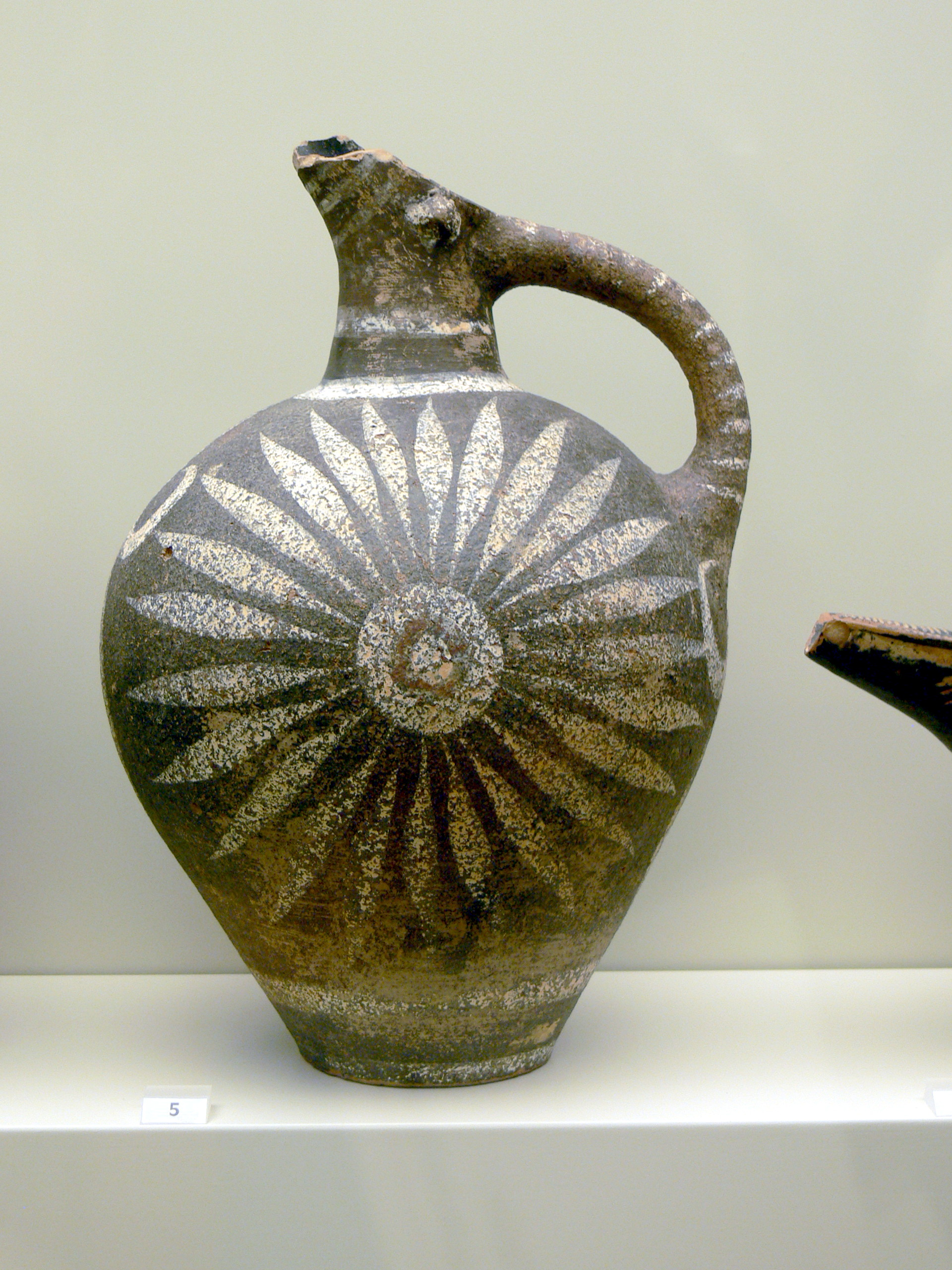
Vas de ceràmica de Kamares del primer període palatí, 2100 a. C.-1700 a. C.

Amb argila més fina, afaiçonada al torn del terrissaire, permet una més gran precisió en les formes i, sota uns fons foscos brillants, blaus o negres, es decora amb colors fluids que van del blanc al vermell, passant pel taronja, el groc o el marró, amb dissenys florals i motius com ara rosetes, ones, creus potençades, esvàstiques o espirals. Els dissenys solen ser repetitius i, generalment, estan compostos de manera simètrica. També hi trobem temes naturalistes, amb figures de polps, crustacis, lliris, flors de safrà o palmeres, tots molt estilitzats. Tota la superfície del recipient n'està densament coberta i, de vegades, l'espai està dividit mitjançant bandes o faixes. Una varietat és la denominada ceràmica de closca d'ou (en anglès egg-shell pottery), de molt poc gruix (Exemple 1 Arxivat 2016-04-16 a Wayback Machine.).
El 1976, la professora nord-americana Gisela Walberg va identificar quatre etapes en la ceràmica de Kamares, amb un estil clàssic situat en l'època del minoic mitjà MMII (del final del primer període palatí), sobretot al complex del palau de Festos. S'hi van introduir noves formes, amb motius curvilinis i radiants.